# Vissac-Auteyrac
Vissac-Auteyrac ist eine französische Gemeinde mit 300 Einwohnern (Stand: 1. Januar 2022) im Département Haute-Loire in der Region Auvergne-Rhône-Alpes; sie gehört zum Arrondissement Brioude und ist Teil des Kantons Pays de Lafayette.

## Geographie
Vissac-Auteyrac liegt etwa 22 Kilometer westnordwestlich von Le Puy-en-Velay. Das Gemeindegebiet wird vom Flüsschen Fioule durchquert, im Norden verläuft der Malgascon. Beide sind Zuflüsse des Allier. Umgeben wird Vissac-Auteyrac von den Nachbargemeinden Saint-Georges-d’Aurac im Norden und Nordwesten, Sainte-Eugénie-de-Villeneuve im Norden, Fix-Saint-Geneys im Nordosten, Vazeilles-Limandre im Osten, Saint-Jean-de-Nay im Südosten, Siaugues-Sainte-Marie im Süden, Saint-Arcons-d’Allier im Südwesten sowie Mazeyrat-d’Allier im Westen.

## Bevölkerungsentwicklung
| Jahr                       | 1962 | 1968 | 1975 | 1982 | 1990 | 1999 | 2006 | 2017 |
| Einwohner                  | 240  | 225  | 404  | 379  | 284  | 299  | 322  | 327  |
| Quellen: Cassini und INSEE |      |      |      |      |      |      |      |      |

## Sehenswürdigkeiten
- Burgruine
- Himmelfahrtskirche in Auteyrac (Église de l’Assomption)
- Kreuzerhöhungskirche in Vissac (Église de l’Exaltation-de-la-Sainte-Croix)
- Kapelle Notre-Dame in Auteyrac

## Persönlichkeiten
- François-Claude-Amour de Bouillé (1739–1800), General